# Кантрі-Клаб (Каліфорнія)
Кантрі-Клаб (англ. Country Club) — переписна місцевість (CDP) в США, в окрузі Сан-Хоакін штату Каліфорнія. Населення — 10 777 осіб (2020).

## Географія
Кантрі-Клаб розташоване за координатами 37°58′6″ пн. ш. 121°20′24″ зх. д. / 37.96833° пн. ш. 121.34000° зх. д. (37.968255, -121.340080).  За даними Бюро перепису населення США в 2010 році переписна місцевість мала площу 5,12 км², з яких 4,73 км² — суходіл та 0,39 км² — водойми. В 2017 році площа становила 5,40 км², з яких 4,96 км² — суходіл та 0,44 км² — водойми.

## Демографія
Згідно з переписом 2010 року, у переписній місцевості мешкало 9379 осіб у 3463 домогосподарствах у складі 2355 родин. Густота населення становила 1831 особа/км².  Було 3770 помешкань (736/км²).
Расовий склад населення:
| - 61,2 % — білих - 6,7 % — азіатів - 5,0 % — чорних або афроамериканців - 1,7 % — корінних американців - 0,4 % — вихідців з тихоокеанських островів - 16,4 % — осіб інших рас |

До двох чи більше рас належало 8,5 %. Частка іспаномовних становила 40,4 % від усіх жителів.
За віковим діапазоном населення розподілялося таким чином: 25,8 % — особи молодші 18 років, 59,8 % — особи у віці 18—64 років, 14,4 % — особи у віці 65 років та старші. Медіана віку мешканця становила 36,9 року. На 100 осіб жіночої статі у переписній місцевості припадало 92,7 чоловіків;  на 100 жінок у віці від 18 років та старших — 89,0 чоловіків також старших 18 років.
Середній дохід на одне домашнє господарство  становив 57 183 долари США (медіана — 44 106), а середній дохід на одну сім'ю — 60 635 доларів (медіана — 50 837). Медіана доходів становила 38 466 доларів для чоловіків та 42 440 доларів для жінок. За межею бідності перебувало 15,6 % осіб, у тому числі 19,7 % дітей у віці до 18 років та 7,4 % осіб у віці 65 років та старших.
Цивільне працевлаштоване населення становило 3959 осіб. Основні галузі зайнятості: освіта, охорона здоров'я та соціальна допомога — 23,9 %, роздрібна торгівля — 14,3 %, мистецтво, розваги та відпочинок — 11,4 %.